# Tetraopes pilosus
Tetraopes pilosus là một loài bọ cánh cứng trong họ Cerambycidae.